# Prijs voor de Kunstkritiek
De Prijs voor de Kunstkritiek is een voormalige Nederlandse oeuvreprijs die van 2004 tot 2012 uitgereikt werd door het Fonds BKVB aan een criticus die een belangrijke positie innam op het gebied van de beeldende kunst, vormgeving of bouwkunst. De zogeheten Commissie Fondsprijzen selecteerde de laureaat. De prijs bestond uit een geldbedrag van 40.000 euro. In 2008 werd door het Mondriaan Fonds, waarin Fond BKVB per 2012 was opgegaan, de Prijs voor de Jonge Kunstkritiek ingesteld als stimuleringsprijs voor talent tot 35 jaar.

## Laureaten
- 2011: Rudi Fuchs
- 2009: Hans van Dijk
- 2007: Hugues Boekraad
- 2004: Sven Lütticken